# KCTD8
KCTD8‏ (Potassium channel tetramerization domain containing 8) هوَ بروتين يُشَفر بواسطة جين KCTD8 في الإنسان.